# گرمای سوختن

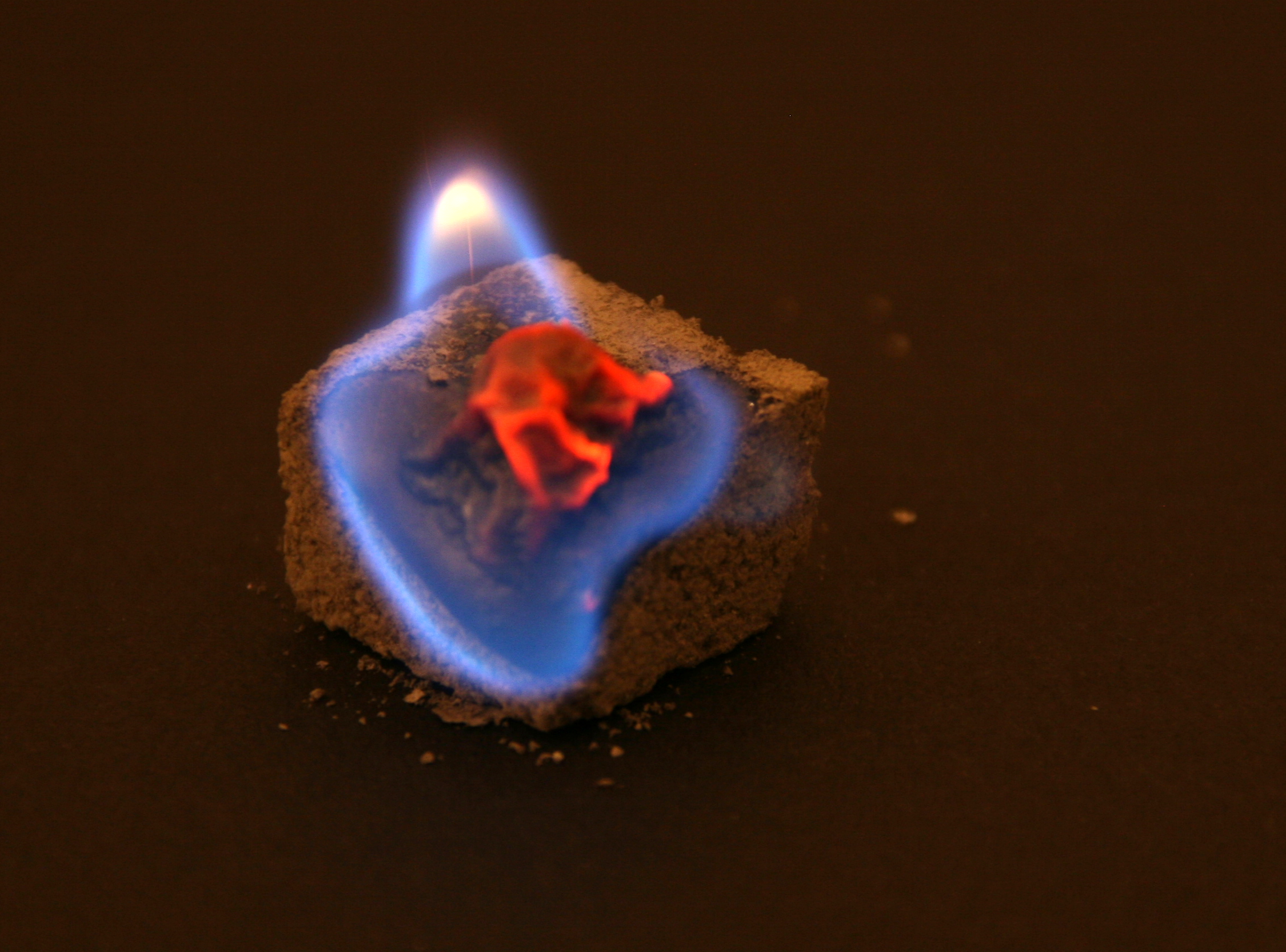
گرمای سوختن قند

گرمای سوختن (به انگلیسی: Heat of combustion) یا ارزش حرارتی یا ارزش گرمایی یک سوخت، مقدار گرمایی است که از سوختن کامل یک واحد جرم از آن سوخت در دما و فشاری خاص آزاد می‌گردد و واحد آن واحد انرژی بر واحد جرم می‌باشد.
این واحد در دستگاه بین‌المللی یکاها ژول بر کیلوگرم یا کالری بر کیلوگرم و در دستگاه یکای انگلیسی بی تی یو بر واحد جرم (پوند) است.
به عنوان مثال ارزش حرارتی گاز طبیعی مایع ۴۶٫۱ مگاژول بر کیلوگرم، میعانات گازی حدود ۴/۳۲۷۰۶ بی تی یو بر لیتر، بوتان برابر با ۲۸۵۰۰ کیلو کالری بر مترمکعب، گاز طبیعی فشرده برابر با ۱۱۹۵۴ کیلوکالری بر کیلوگرم و بنزین بین ۱۰۵۰۰ تا ۱۱۲۰۰ کیلوکالری بر کیلوگرم می‌باشد.
یک سوخت با ارزش انرژی کم، بازده گرمای کم در احتراق دارد بنابراین قدرت کمتری در مقایسه با همان مقدار سوخت با ارزش بالا تولید می‌نماید. اهمیت این کیفیت وابسته به مقدار هوایی است که سوخت بر اساس وزن یا حجم استفاده می‌کند.

## ارزش حرارتی بالا
کمیتی که به عنوان ارزش حرارتی بالا(به انگلیسی Higher heating value-HHV) شناخته می شود (انرژی ناخالص)، یعنی گرمای حاصل از احتراق در حالتی که تمام محصولات احتراق را در دمای کمتر از احتراق و بخصوص یخ آب تولید شده را در حالت انجماد شده در نظر می گیرد. این اندازه گیری معمولا از دمای استاندارد 25-درجه سانتی گراد استفاده می کند.

## ارزش حرارتی پایین
کمیتی که به عنوان ارزش حرارتی پایین(به انگلیسی Lower heating value-LHV) شناخته می شود (ارزش حرارتی خالص)، با زیاد کردن گرمای تبحیر آب از ارزش حرارتی بالا بدست می آید. در این حالت، تمام H را به‌صورت مایع درنظر می گیرد.

## جدول مقادیر گرمای سوختن
| سوخت    | HHV MJ/Kg | HHV kJ/mol | LHV MJ/Kg |
| ------- | --------- | ---------- | --------- |
| هیدروژن | 141.80    | 286        | 119.96    |
| متان    | 55.5      | 889        | 50.00     |
| دیزل    | 44.8      |            | 43.4      |